# Русак, Адам Герасимович
Ада́м Гера́симович Руса́к (бел. Ада́м Гера́сімавіч Руса́к; 24 мая 1904 — 21 марта 1987) — белорусский советский поэт-песенник и музыкант. Заслуженный деятель культуры Белорусской ССР (1964). Член Союза писателей СССР (1939). Автор слов песен «Бывайце здаровы» (в русском переводе М. Исаковского — «Будьте здоровы, живите богато»), «Не за вочы чорныя», «Дзе ты, зорка мая», «Не шукай», «Лясная песня» («Ой, бярозы ды сосны, партызанскія сёстры»).

## Биография
Родился 24 мая 1904 года в крестьянской семье в д. Песочное (ныне — Копыльский район, Минская область, Республика Беларусь).
Служил музыкантом в РККА (1928—1930). В 1922 году поступил в Минский строительный техникум, но вскоре бросил. Окончил Белорусский музыкальный техникум (1930) по классу «скрипка», Ленинградскую консерваторию по классу «валторна» (1930—1934).
Являлся солистом оркестра Ленинградского Малого оперного театра (с 1932 года, в годы Великой Отечественной войны вместе с театром эвакуировался в Оренбург), Белорусской государственной филармонии (1949—1959). С 1959 года — на пенсии.
Умер 21 марта 1987 года. Похоронен в д. Песочное Копыльского района.

## Творчество
Дебютировал стихотворением в 1927 году (журнал «Чырвоны сейбіт» — стихотворение «Мая песня»). Песни на тексты А. Русака создавали: В. Оловников, И. Любан, Ю. Семяняко, Г. Вагнер, Г. Пукст, И. Лученок. Наибольшую известность получила песня «Бывайце здаровы» (1936, музыка — И. Любан). Среди её первых исполнителей — Лариса Александровская. Она была исполнена также в фильме «Концерт — фронту» Леонидом Утёсовым с военными куплетами. Среди позднейших исполнителей — ансамбль «Песняры», Иосиф Кобзон. В современной Беларуси наиболее известным исполнителем песни является музыкант Змицер Вайцюшкевич, создавший по мотивам творчества Адама Русака целую программу.

### Поэтические сборники
- бел. «На родных палетках : Вершы і песні» («На родных полях : Стихотворения и песни») (1946)
- бел. «Песні і вершы» («Песни и стихотворения») (1951)
- «Песни» (1954)
- бел. «Пад голас баяна» («Под голос баяна») (1957)
- бел. «Толькі з табою» («Только с тобой») (1960)
- бел. «Звонкія крыніцы» («Звонкие родники») (1965)
- бел. «Выбранае» («Избранное») (1972)
- бел. «Закрасуйся, Нёман» («Засияй, Нёман») (1978)
- бел. «Песні на словы А. Русака» («Песни на стихотворения А. Русака») (1980)
- бел. «Засцілайце сталы» («Застилайте столы») (1984)
- бел. «Песні радасці [Ноты] : песні на словы Адама Русака : зборнік песень беларускіх кампазітраў : для голасу (хору) без суправаджэння») («Песни радости [Ноты] : песни на слова Адама Русака : сборник песен белорусских композиторов : для голоса (хору) без сопровождения»)») (1986)
- бел. «Дружбакі») («Друзья») (1987)

### Сборники поэзии для детей
- бел. «У Буслаўцы» («В Бусловце») (1967)
- бел. «Добра ведаю ўрок» («Хорошо знаю урок») (1981)

## Награды и звания
- Заслуженный деятель культуры Белорусской ССР (1964)
- Орден Дружбы народов (29.05.1974)
- Орден «Знак Почёта» (25.02.1955)

## Память
- Именем Адама Русака названы улицы в д. Песочное и в Копыле.
- На здании Песочанской школы, где учился поэт, на доме в деревне Малиновка и в Минске, где он жил, установлены мемориальные доски.
- На родине поэта в д. Песочное открыт музей.